# 僧伽羅佛教民族主義
僧伽羅佛教民族主義是一种結合民族主义和上座部佛教的政治意識形態。它主要起源於大英帝國對斯里蘭卡的殖民統治，並推動斯里蘭卡獨立。僧伽羅佛教民族主義者普遍反對印度另一少数民族泰米爾人。

## 法護的貢獻
法護是19世紀斯里蘭卡佛教復興者和作家，他曾仿效基督教傳教士建立佛教機構。他曾指斯里蘭卡在西方人到來前是美麗的天堂，人民不知道無神論，基督教和多神教要為殺害動物、偷盜、賣淫、撒謊，酗酒負責，古老的，歷史的，精緻的人民在英國殖民者引入的惡性異教下逐漸衰退。
他曾經稱讚泰米爾人的勇敢和指責僧伽羅人懶惰，並呼籲他們團結起來反抗英國人，他強烈反對殺牛和吃牛肉。

## 在斯里蘭卡與其他宗教的關係
僧伽羅佛教民族主義與其他宗教團體關係緊張，基督徒抗議佛教民族主義組織經常干擾他們活動。佛教民族主義者和印度教徒之間的關係更加微妙，他們雖敵對但在反基督教等理念上立場一致，隨著泰米爾之虎的戰敗和斯里蘭卡內戰於2009年結束，針對穆斯林的情況日益嚴重，穆斯林聖地被破壞的事件時有發生。